# Kermesia parva
Kermesia parva är en insektsart som beskrevs av Frederick Arthur Godfrey Muir 1922. Kermesia parva ingår i släktet Kermesia och familjen Meenoplidae. Inga underarter finns listade i Catalogue of Life.